# Clarke Abel

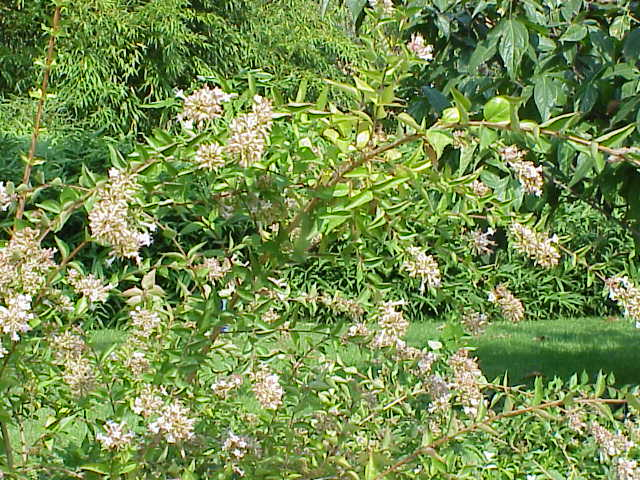
Abelia chinensis

Clarke Abel (Grã-Bretanha, 1780 – Índia, 24 de novembro de 1826) foi um cirurgião e naturalista britânico .

## Biografia
Fez seus estudos em medicina e embarcou, em 1816, a bordo do H.M.S. Alceste para uma expedição naturalista à China, em Pequim e Cantão, acompanhando Lorde Amherst, onde constituiu uma importante coleção de história natural. Como resultado da viagem escreveu e publicou a Narrative of a Journey in the Interior of China (1818).
Quando do seu retorno à Grã-Bretanha, sofreu um naufrágio e um ataque de piratas , perdendo todos os seus espécimes. Por sorte, havia deixado alguns espécimes com um conhecido na China, e este remeteu a coleção que guardou para Abel.
Abel ofereceu a pequena parte que conseguiu salvar ao Sir George Thomas Staunton (1781-1859) em 1816. Em 1816 , quando na China, Clarke Abel, coletou espécimes e sementes de uma planta conhecida atualmente como Abelia Chinensis. As plantas que colheu foram estudadas por Robert Brown (1773-1858) que lhe dedicou o gênero Abelia, da família das Caprifoliaceae em 1818.
Residiu na África do Sul, onde estudou a flora, a fauna e a geologia deste país. Foi membro da Royal Society em 1819, da Sociedade Linneana de Londres, Sociedade Geológica de Londres e de diversas outras sociedades científicas. 
Foi o primeiro cientista ocidental a relatar a presença de orangotangos na ilha de Sumatra.
Na Índia exerceu a função de médico-chefe do governador-geral.

## Obras
- Narrative of a Journey in the Interior of China and of a Voyage to and from that country, in 1816 and 1817 Londres ( 1818 ).